# Episodi di Superstition
La prima e unica stagione della serie televisiva Superstition è stata trasmessa in prima visione negli Stati Uniti su Syfy dal 20 ottobre 2017 al 18 gennaio 2018.
In Italia la stagione verrà pubblicata su Netflix il 29 aprile 2018.
| n° | Titolo originale          | Titolo italiano             | Prima TV USA     | Pubblicazione Italia |
| -- | ------------------------- | --------------------------- | ---------------- | -------------------- |
| 1  | Pilot                     | Episodio Pilota             | 20 ottobre 2017  | 29 aprile 2018       |
| 2  | The Dredge                | La Falce                    | 27 ottobre 2017  | 29 aprile 2018       |
| 3  | Half Truths & Half Breeds | Mezze verità e mezzo sangue | 3 novembre 2017  | 29 aprile 2018       |
| 4  | Through the Looking Glass | Attraverso lo specchio      | 4 novembre 2017  | 29 aprile 2018       |
| 5  | Tangled Web               | Una ragnatela ingarbugliata | 17 novembre 2017 | 29 aprile 2018       |
| 6  | Dr. Dredge M.D            | Il dottor la Falce          | 1º dicembre 2017 | 29 aprile 2018       |
| 7  | Echoes of My Mind         | Echi della mia mente        | 14 dicembre 2017 | 29 aprile 2018       |
| 8  | You're Not My Momma       | Tu non sei la mia mamma     | 21 dicembre 2017 | 29 aprile 2018       |
| 9  | Uncle Bubba               | Zio Bubba                   | 28 dicembre 2017 | 29 aprile 2018       |
| 10 | Green-on-Blue             | Tradimento                  | 4 gennaio 2018   | 29 aprile 2018       |
| 11 | Back to One               | Ritorno alle basi           | 11 gennaio 2018  | 29 aprile 2018       |
| 12 | Resurrection              | Resurrezione                | 18 gennaio 2018  | 29 aprile 2018       |